# Amphicoryna
Amphicoryna, en ocasiones erróneamente denominado Amphicoryne, es un género de foraminífero bentónico de la subfamilia Marginulininae, de la familia Vaginulinidae, de la superfamilia Nodosarioidea, del suborden Lagenina y del orden Lagenida. Su especie tipo es Marginulina falx. Su rango cronoestratigráfico abarca desde el Mioceno hasta la Actualidad.

## Discusión
Algunas clasificaciones incluyen Amphicoryna en la Familia Marginulinidae.

## Clasificación
Se han descrito numerosas especies de Amphicoryna. Entre las especies más interesantes o más conocidas destacan:
- Amphicoryna camachoi
- Amphicoryna falx
- Amphicoryna roedereri

Un listado completo de las especies descritas en el género Amphicoryna puede verse en el siguiente anexo.